# ZB Bibliotheek van Zeeland
ZB Bibliotheek van Zeeland, vóór 2016: de Zeeuwse Bibliotheek, is de grootste culturele instelling in de provincie Zeeland. Zij vervult de taak van openbare bibliotheek in Middelburg, is wetenschappelijke bibliotheek (WSF-bibliotheek) voor Zeeland en heeft tevens de functie van Provinciale Bibliotheekcentrale voor bibliotheken en instellingen. De Zeeuwse Bibliotheek organiseert en biedt ruimte aan tal van culturele evenementen. Zij ontvangt jaarlijks 400.000 bezoekers en leent per jaar meer dan 650.000 publicaties uit. Daarnaast verleent zij specifieke diensten aan het onderwijs, het bedrijfsleven, bibliotheken, instellingen en particulieren.
Tot de bijzondere collecties van de Zeeuwse Bibliotheek behoren:
- oude kinderboeken en -prenten
- Zelandica
- bladmuziek
- oud bezit.

Een groot gedeelte hiervan is digitaal raadpleegbaar via de website van de bibliotheek. Door middel van Beeldbank Zeeland zijn grote hoeveelheden beeldmateriaal online ontsloten voor het publiek. Krantenbank Zeeland biedt ruim 2,1 miljoen Zeeuwse krantenpagina's van 1758 tot heden en Tijdschriftenbank Zeeland biedt ruim 180.000 tijdschriftenpagina's van 1769 tot heden. Sinds 2014 heeft de Zeeuwse Bibliotheek een eigen wiki online.
ZB coördineert het provinciale bibliotheeknetwerk in Zeeland waar Bibliotheek Vlissingen, Bibliotheek Zeeuws-Vlaanderen en Bibliotheek Oosterschelde deel van uitmaken.

## Geschiedenis

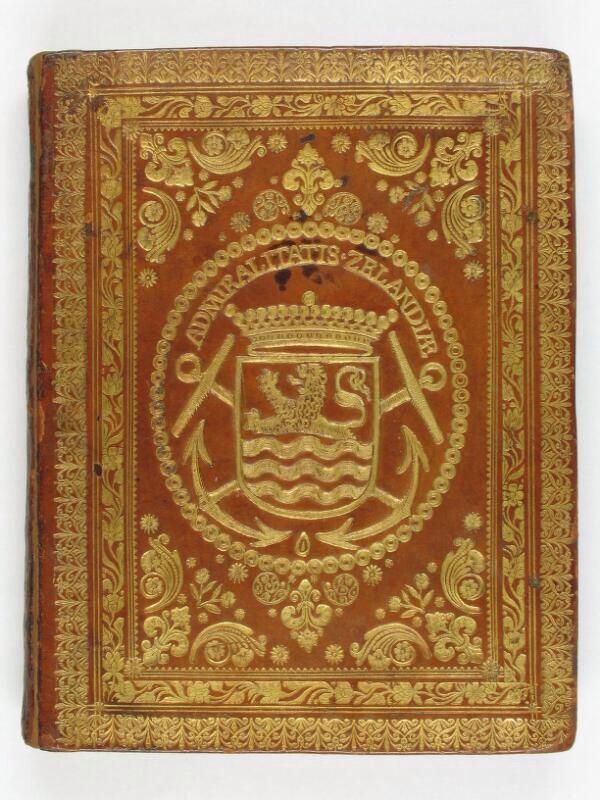
Prijsband van de Zeeuwse Admiraliteit uit 1708, foto: Wim Helm, 2009, ZB Beeldbank Zeeland, recordnr. 109667

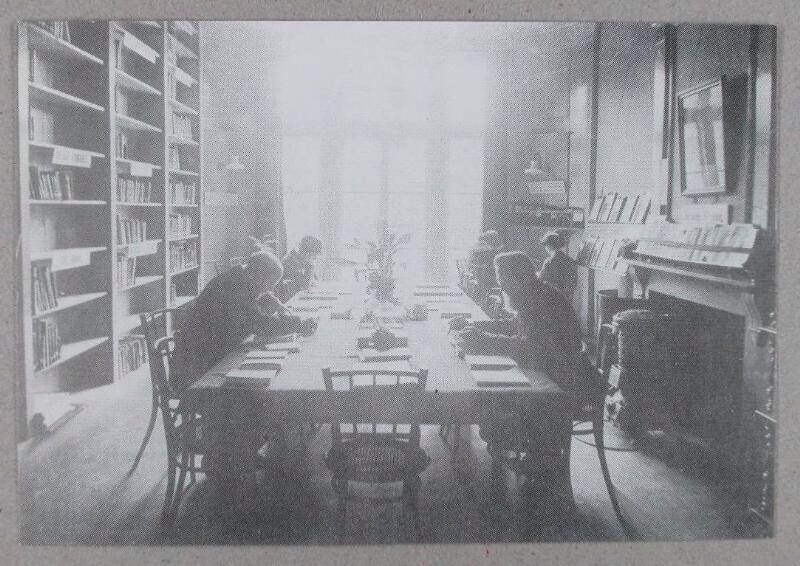
De leeszaal van de Provinciale Bibliotheek in de Molstraat omstreeks 1920, foto: ZB Beeldbank Zeeland, recordnr. 11891

In de jaren tachtig van de 20e eeuw besluiten Provincie Zeeland en gemeente Middelburg dat de Provinciale Bibliotheek van Zeeland in de Abdij en de Openbare Bibliotheek in de Molstraat en Filiaal Zuid in de Roozenburglaan in Middelburg samen zullen gaan in een nieuw bibliotheekgebouw. De krappe behuizing van beide instellingen in de behuizing in het Abdijcomplex maken dit noodzakelijk. Zo ontstaat in 1984 een nieuwe bibliotheek. Ook de Zeeuwse Centrale Muziekbibliotheek en de Provinciale Bibliotheekcentrale sluiten zich aan. De vier organisaties vormen samen de Zeeuwse Bibliotheek en het nieuwe gebouw naar ontwerp van architect Piet Dekker komt aan de Kousteensedijk 7 in Middelburg, waar voorheen de ijzergieterij van Boddaert was gevestigd. In januari 1985 gaan de deuren open voor het publiek. Op 24 april daaropvolgend wordt de bibliotheek officieel geopend door koningin Beatrix. Het is het grootste culturele centrum in Zeeland, een unieke combinatie van een wetenschappelijke, een openbare en een speciale bibliotheek. De Zeeuwse collecties van het Zeeuws Documentatiecentrum, een onderdeel van de Provinciale Bibliotheek van Zeeland, zijn op de tweede verdieping ondergebracht. De samenvoeging leidt tot een sterke groei van het aantal leners en het aantal geleende boeken. De Zeeuwse Bibliotheek wordt voor de wetenschappelijke functie gesubsidieerd door de provincie Zeeland en het openbaar bibliotheekwerk door de gemeente Middelburg. Beide subsidiegevers hebben een vertegenwoordiger in het bestuur van de bibliotheek. Deze bestuursvorm wordt in 2008 gewijzigd. De gemeenschappelijke regeling wordt omgezet in de Stichting Zeeuwse Bibliotheek.

## Functie
ZB functioneert als brede wetenschappelijke bibliotheek voor de bevolking in Zeeland, als openbare bibliotheek voor de inwoners van Middelburg én voert daarnaast specifieke diensten uit voor bibliotheken in Zeeland, zoals ondersteuning en advisering op het gebied van secretariaat, personeel, catalogisering, financiën, onderwijs, jeugd, jongeren en ouderen. Deze diensten worden ook door de provincie Zeeland gesubsidieerd. Op verzoek kan een bibliobus ingezet worden in gemeenten waar geen vaste bibliotheekvestiging of leespunt is. Deze taken behoren bij de Provinciale Bibliotheekcentrale, later de Provinciale Service Organisatie.
ZB is een van de landelijke WSF-bibliotheken, dat wil zeggen een bibliotheek met een wetenschappelijke steunfunctie. De collectie en informatievoorziening is op HBO-niveau en hoger. In 1992 integreert de Technische Bibliotheek Zeeland in de organisatie.
De bibliotheek volgt landelijke ontwikkelingen en kan zelfs als initiator voor nieuwe projecten optreden. De ontwikkelingen in de dienstverlening op de bibliobussen, met name de sponsoring en inrichting van een speciale onderwijsservicebus en een biblioservicebus, geschikt voor bezoeken aan kleine kernen in Zeeland, trekken internationale belangstelling.

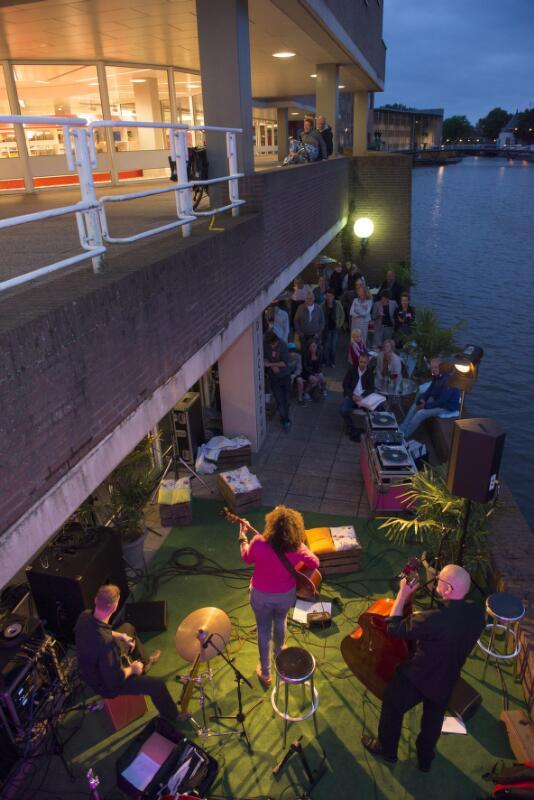
Jong poptalent presenteert zich op het terras van het souterrain van de Zeeuwse Bibliotheek, 21 juni 2013, foto: D.J. Gjeltema, ZB Beeldbank Zeeland

Aan alle collecties worden de nieuwste media toegevoegd. De openingstijden zijn ruim, dagelijks van maandag tot en met zaterdag kan de bibliotheek bezocht worden. Het aantal computers neemt toe, niet alleen voor het zoeken in de catalogus, maar ook voor het raadplegen van nationale en internationale bestanden. Er is ruimte voor het publiek om bijvoorbeeld e-mail te checken, te gamen, e-readers te testen en 3D te printen. Door uitbreiding van de zelfbedieningsapparaten verdwijnen uitleen- en innamebalies.

## Samenwerking
ZB werkt op veel fronten samen met andere organisaties. Er is één Zeeuwse catalogus. Het pasjes- en tarievensysteem en de uitleenvoorwaarden zijn overal in Zeeland hetzelfde. De Boekenweek en de Zeeuwse Boekenprijs zijn voorbeelden van regionale samenwerking. In 2009 wordt het 150-jarig jubileum van de Zeeuwse Bibliotheek als wetenschappelijke bibliotheek van Zeeland gevierd met een tentoonstelling van de meest fraaie voorbeelden uit de collectie. Provinciale bezuinigingen leiden in 2012 tot een herinrichting van het bibliotheekgebouw. Op de tweede verdieping wordt kantoorruimte vrij gemaakt voor de provinciale organisatie Scoop en andere huurders. Op 1 oktober 2015 fuseert de Zeeuwse Bibliotheek samen met Scoop tot ZB| Planbureau en Bibliotheek van Zeeland. Aandacht in de regionale pers naar aanleiding van het onderzoeksrapport 'Staat van Zeeland' leidde na een rapport van Berenschot in november 2018 tot het besluit van Gedeputeerde Staten om het Planbureau per 1 juli 2021 onder te brengen bij Hogeschool Zeeland als HZ Kenniscentrum. ZB werd vanaf die datum ZB Bibliotheek van Zeeland.

## Directeuren
De functie van directeur van de Zeeuwse Bibliotheek wordt achtereenvolgens ingevuld door:
- mr. W.D. de Bruine (1985-1986)
- drs. A.J. de Visser (1986-1992)
- mr. G.E. Huisman (1992-2005)
- dr. J.A. Brandenbarg (2006-2012)
- interim directeuren Herma Hofmeijer (2012 – 1 juli 2013), Guus Egas Réparaz (oktober 2013) en Sjoerd Vellenga (1 december 2013 – maart 2015).
- Perry Moree (1 april 2015 – 1 maart 2025).
- interim directeur Roos Herman (21 januari 2025 - heden)